# Kriegslied (Matthias Claudius)
Das Kriegslied mit den berühmten Anfangsworten „’s ist Krieg!“ ist ein Gedicht von Matthias Claudius aus dem Jahr 1778. Es erschien auch – um die letzte Strophe gekürzt – 1783 im vierten Band des ASMUS omnia sua SECUM portans.

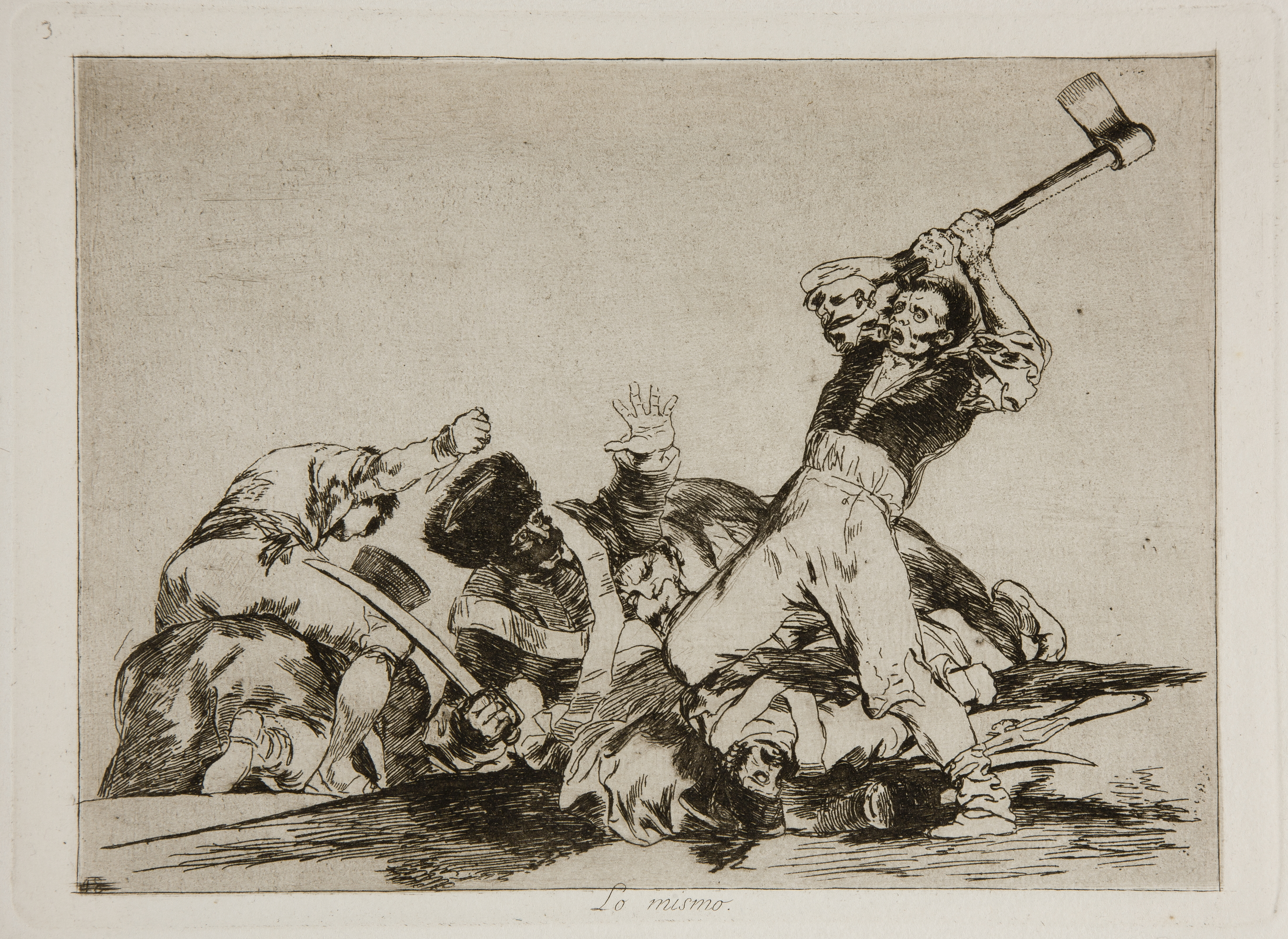
Schrecken des Krieges von Francisco de Goya

## Entstehung
Das Gedicht entstand 1778, zu Beginn des Bayerischen Erbfolgekrieges zwischen Österreich und dem mit Sachsen und Russland verbündeten Preussen, der am 3. Juli 1778 erklärt wurde. Am 5. Juli 1778 marschierten die Preussen in Böhmen ein; am 13. Mai 1779 wurde der Krieg diplomatisch mit dem Frieden von Teschen beendet. Im Juli 1778 war das glimpfliche Ende noch nicht abzusehen. Aus aktuellem Anlass wurden deshalb nach Beginn der Druckarbeiten 1778 zwei Seiten mit dem „Kriegslied“ als Ersatz für zwei andere Gedichte in den Voßischen Musenalmanach für das Jahr 1779 eingefügt. In der später, nach dem Bayerischen Erbfolgekrieg, kaum mehr mitgedruckten Schlussstrophe der Erstausgabe appelliert der Autor an die „Fürsten“, „Friede zu schaffen“.
Matthias Claudius wirkte zu diesem Zeitpunkt als Publizist (Wandsbecker Bothe) in Wandsbek. In seiner Zeit hatten die preußisch-friederizianischen Kriege die Landkarte Mitteleuropas verändert.

## Inhalt
’s ist Krieg! ’s ist Krieg! O Gottes Engel wehre,

Und rede Du darein!

’s ist leider Krieg – und ich begehre,

Nicht schuld daran zu sein!

Was sollt ich machen, wenn im Schlaf mit Grämen

Und blutig, bleich und blaß,

Die Geister der Erschlagnen zu mir kämen,

Und vor mir weinten, was?

Wenn wackre Männer, die sich Ehre suchten,

Verstümmelt und halb tot

Im Staub sich vor mir wälzten und mir fluchten

In ihrer Todesnot?

Wenn tausend tausend Väter, Mütter, Bräute,

So glücklich vor dem Krieg,

Nun alle elend, alle arme Leute,

Wehklagten über mich?

Wenn Hunger, böse Seuch und ihre Nöten

Freund, Freund und Feind ins Grab

Versammelten, und mir zu Ehren krähten

Von einer Leich' herab?

Was hülf mir Kron' und Land und Gold und Ehre?

Die könnten mich nicht freun!

’s ist leider Krieg – und ich begehre,

Nicht schuld daran zu sein!

[Schlussstrophe des Erstdrucks:]

Doch Friede schaffen, Fried' im Land' und Meere:

Das wäre Freude nun!

Ihr Fürsten, ach! wenn's irgend möglich wäre!!

Was könnt Ihr Größers thun?

## Interpretation
Matthias Claudius glorifiziert den Krieg nicht, sondern schildert ihn als grausam und leidvoll.
Er benutzt dabei eine nüchterne Sprache und Wendungen aus der Alltagssprache. Die Wendung „'s ist leider Krieg“ wird dabei nicht als Floskel, sondern als Ausdruck echten Kummers gesehen. Karl Kraus nannte dieses leider den „tiefsten Komparativ von Leid, vor dem alle Leidenslyrik vergeht“.
Mit seiner Aussage „ich begehre nicht schuld daran zu sein“ bezieht Claudius eindeutig Stellung gegen den Krieg. Dieser Satz steht am Schluss der beiden Randstrophen und bezieht sich auf den vorhergehenden Ausruf „'s ist leider Krieg“.
In der sechsten Strophe klingt zudem eine Kritik am absolutistischen Bellizismus der Epoche an. Mit dem Vers „Was hülf mir Kron und Land und Gold und Ehre?“ nennt das lyrische Ich die Kriegsgründe, die in den Augen der Aufklärer seit Montesquieu maßgeblich mit der Herrschsucht und Ehrbegierde der europäischen Monarchen zusammenhingen („Gold und Ehre“).

## Sonstiges
„’s ist Krieg!“ ist auch der Titel eines Gedichts von Kurt Tucholsky, das während des Ersten Weltkriegs verboten war. Es beginnt mit der folgenden Strophe:
Die fetten Hände behaglich verschränkt

vorn über der bauchigen Weste,

steht einer am Lager und lächelt und denkt:

„’s ist Krieg! Das ist doch das beste!

Das Leder geräumt, und der Friede ist weit.

Jetzt mach in anderen Chosen –

Noch ist die blühende, goldene Zeit!

Noch sind die Tage der Rosen!“

## Anhang

### CD
- Ritter und Raben (Balladen); Otto Sander und das Oakmusic Ensemble, 2007, Patmos Verlag